# Jimmy Volmer
Jimmy Volmer (ook wel Jimmy Vulmer, vroeger Jimmy Swanson) is een personage uit de animatieserie South Park. Hij is een gehandicapte jongen die op krukken loopt en erg vaak stottert. Ondanks dat is hij erg optimistisch over zichzelf. Jimmy zit op South Park Elementary in de klas bij onder andere Butters, Eric Cartman, Kyle Broflovski en Stan Marsh.
Hij verschijnt voor het eerst in aflevering #503. Hij is stand-upcomedian en treedt op in theaters. Zijn beste vriend is de eveneens gehandicapte Timmy, hoewel de twee ruzie hebben in de aflevering "Cripple Fight".
In aflevering #803, Up the Down Steroid, doet hij mee aan de atletiekwedstrijden voor gehandicapten samen met onder anderen zijn vriend Timmy en Eric Cartman (die doet alsof hij gehandicapt is). Jimmy wint alle wedstrijden maar hij wordt door zijn vriend Timmy betrapt op doping en biecht op het laatst alles op.